# Parti socialiste révolutionnaire estonien
Le Parti socialiste révolutionnaire estonien (en estonien : Eesti sotsialistide-revolutsionääride partei, ESRP) est un parti politique estonien de gauche qui a existé entre 1905 et 1919.

## Histoire
Créé en 1905, il s'agit d'une branche du Parti socialiste révolutionnaire (Russie). Il devient un parti politique indépendant en 1917. Il gagne huit sièges à l'Assemblée provinciale lors des élections qui ont lieu la même année.
Le parti connaît plusieurs débats internes, pour savoir si l'Estonie devait devenir un pays indépendant ou rester membre de la Russie. En 1919, les membres les plus à gauche rejoignent le Parti communiste et les membres les plus à droite créent le Parti indépendant estonien des ouvriers socialistes avec des membres du Parti social-démocrate estonien des travailleurs.

## Sources
- (en) Cet article est partiellement ou en totalité issu de l’article de Wikipédia en anglais intitulé « Estonian Socialist Revolutionary Party » (voir la liste des auteurs).